# József Bajza
József Bajza, född 31 januari 1804 i Szűcsi, död 3 mars 1858 i Pest, var en ungersk författare och litteraturkritiker. 
Bajza utövade i synnerhet som kritiker och tidskriftsförfattare ett stort inflytande på den uppblomstrande ungerska litteraturen. Åren 1831–1837 redigerade han den av Károly Kisfaludy grundade kalendern "Aurora" och därefter tidskriften "Athenæum". Dessutom översatte han historiska arbeten till ungerska, var en tid styresman för den ungerska nationalteatern i Pest och redigerade juli till december 1848 Lajos Kossuths tidning "Pesti hirlap". Bajza drabbades 1850 av sinnessjukdom.